# Кубок світу з біатлону 2007—2008 — етап 4
Четвертий етап  Кубка світу з біатлону 2007–2008 відбувався в Обергофі, Німеччина, з 3 січня по  6 січня 2008 року.

## Гонки
Розклад гонок наведено нижче
| Дата    | Час       | Гонка                       |
| ------- | --------- | --------------------------- |
| 3 січня | 17:20 CET | Жінки, естафета 4х6 км      |
| 4 січня | 17:20 CET | Чоловіки, естафета 4х7,5 км |
| 5 січня | 12:30 CET | Жінки, спринт 7,5 км        |
| 5 січня | 14:55 CET | Чоловіки, спринт 10 км      |
| 6 січня | 13:00 CET | Жінки, мас-старт 12,5 км    |
| 6 січня | 15:00 CET | Чоловіки, мас-старт 15 км   |

## Призери

### Чоловіки
| Гонка:                                                                     | Золото:                                                                           | Час                                                       | Срібло:                                                        | Час                                                       | Бронза:                                                                 | Час                                                       |
| Естафета, 4х7,5 км Протокол [Архівовано 10 червня 2015 у Wayback Machine.] | Норвегія Еміль Хегле Свендсен Александер Ус Халвар Ханевольд Уле-Ейнар Б'єрндален | 1:21:40.0 (0+2) (0+2) (0+3) (0+1) (0+1) (0+1) (0+3) (0+2) | Росія Іван Черезов Максим Чудов Дмитро Ярошенко Микола Круглов | 1:21:43.4 (0+1) (0+0) (0+3) (0+0) (0+1) (0+2) (1+3) (0+1) | Німеччина Міхаель Рьош Александер Вольф Андреас Бірнбахер Міхаель Грайс | 1:22:28.6 (0+3) (0+1) (0+0) (0+0) (0+3) (0+2) (2+3) (0+0) |
| Спринт 10 км Протокол [Архівовано 3 листопада 2014 у Wayback Machine.]     | Томаш Сікора Польща                                                               | 28:13.3 (0+0)                                             | Уле-Ейнар Б'єрндален Норвегія                                  | 28:29.5 (2+1)                                             | Еміль Хегле Свендсен Норвегія                                           | 28:30.0 (1+1)                                             |
| Мас-старт 15 км Протокол [Архівовано 17 жовтня 2014 у Wayback Machine.]    | Уле-Ейнар Б'єрндален Норвегія                                                     | 38:58.9 (1+0+0+1)                                         | Микола Круглов Росія                                           | 39:33.0 (0+0+1+0)                                         | Еміль Хегле Свендсен Норвегія                                           | 39:53.0 (1+0+1+1)                                         |

### Жінки
| Гонка:                                                                    | Золото:                                                                | Час                                                     | Срібло:                                                        | Час                                                       | Бронза:                                                                    | Час                                                       |
| Естафета 4 x 6 км Протокол [Архівовано 10 червня 2015 у Wayback Machine.] | Німеччина Сімона Хаусвальд Андреа Генкель Катрін Гітцер Каті Вільгельм | 1:15:41.1 (0+0 (2+3) (0+0 (0+0) (0+1) (0+2) (0+0) (0+2) | Франція Дельфін Перетто Сільві Бекар Полін Макабі Сандрін Байї | 1:15:53.3 (0+0) (0+0) (0+0) (0+2) (0+1) (0+2) (0+0) (0+2) | Росія Світлана Слєпцова Оксана Неупокоєва Тетяна Моїсєєва Наталія Сорокіна | 1:16:07.1 (0+0) (0+1) (0+0) (1+3) (0+0) (0+1) (0+0) (0+0) |
| Спринт, 7,5 км Протокол [Архівовано 7 грудня 2014 у Wayback Machine.]     | Тура Бергер Норвегія                                                   | 23:58.2 (0+0)                                           | Світлана Слєпцова Росія                                        | 24:03.7 (1+1)                                             | Маґдалена Нойнер Німеччина                                                 | 24:08.9 (1+3)                                             |
| Мас-старт 12,5 км Протокол [Архівовано 10 червня 2015 у Wayback Machine.] | Маґдалена Нойнер Німеччина                                             | 40:46.1 (0+0+1+1)                                       | Ольга Анісімова Росія                                          | 41:45.3 (0+0+1+1)                                         | Тетяна Моїсєєва Росія                                                      | 41:49.8 (0+2+0+1)                                         |